# Tricholaema lacrymosa
Tricholaema lacrymosa là một loài chim trong họ Lybiidae.